# Samar Samir Mezghanni
Samar Samir Mezghanni (en arabe : سمر سمير المزغني), née le 27 août 1988, est une écrivaine et militante tuniso-irakienne.

## Éducation
Elle obtient un bachelor en psychologie à l'Institut supérieur des sciences humaines de l'université de Tunis - El Manar en 2010 puis un master en communication, culture et discours critique à l'université de Birmingham en 2011. Entre 2013 et 2017, elle poursuit des études de doctorat en études moyen-orientales à l'université de Cambridge. Elle obtient un doctorat en 2018, avec une thèse consacrée à la représentation médiatique des musulmans au Royaume-Uni.

## Carrière
Mezghanni commence à écrire à l'âge de sept ans, travaille sur son premier livre à l'âge de dix ans, lui permettant d'obtenir deux titres décernés par le Livre Guinness des records : celui de la plus jeune nouvelliste du monde le 23 octobre 2000 et celui de l'auteur prolifique la plus jeune du monde le 25 avril 2002 (50 contes publiés en 1998 et 2001),.
En parallèle, elle travaille pour plusieurs organisations telles que la Ligue arabe (2007-2010), CIVICUS (en) (2008-2010), la Arab Thought Foundation (ar) (2010-2014), le British Council (2011-2012) et le Fonds des Nations unies pour la population (2012).
Le magazine Arabian Business la classe en 2009 parmi les trente meilleurs entrepreneurs arabes âgés de moins de trente ans,, puis, en 2013, comme l'une des femmes arabes les plus influentes. Toujours en 2013, elle figure parmi les 100 femmes distinguées par la BBC.
Le 19 septembre 2016, elle est désignée parmi 17 jeunes leaders pour les objectifs de développement durable des Nations unies après avoir été sélectionnée parmi une liste de 18 000 noms,.

## Publications
Samar Samir Mezghanni est l'auteur de plus d'une centaine de nouvelles pour enfants et de quatorze livres en arabe et français :
- (ar) Un rêve au zoo, Histoires du soir, 1999
- (ar) Une amie, Tunis, Maison tunisienne de l'édition, 1999
- (ar) Le jugement d'un loup, Tunis, Maison tunisienne de l'édition, 2000
- (ar) Et je suis devenue... une fourmi, Tunis, Maison tunisienne de l'édition, 2000
- (ar) Histoires du beau monde, Saadi Awad Al Zaydi, 2000
- (ar + fr) Quand il pleut... (trad. Najette Ouerghi), Nawafeth, 2001
- (ar) Content de te revoir, Tunis, Al It'haf, 2002
- (ar + fr) Un oiseau palestinien qui a perdu sa mère (trad. Najette Ouerghi), Nawafeth, 2003
- (ar) Ici, un enfant écrit le monde, Nawafeth, 2003
- (ar) Une petite aiguille d'horloge, Tunis, Al It'haf, 2004
- (ar) Honorable homme... nous nous inclinons pour que vous passiez avec votre canne (préf. Amal Mokhtar), Tunis, Sahar, 2004
- (ar) Un point d'interrogation (préf. Attayeb Al Fekih Ahmad), Tunis, Al It'haf, 2004
- (ar) Laissez-moi rêver (préf. Attayeb Al Fekih Ahmad), Chawki, 2005
- (ar) La dernière goutte d'encre, Chawki, 2006

Certaines de ses nouvelles ont été adaptées à la télévision.